# 31429 Diegoazzaro
31429 Diegoazzaro è un asteroide della fascia principale. Scoperto nel 1999, presenta un'orbita caratterizzata da un semiasse maggiore pari a 2,3112681 UA e da un'eccentricità di 0,1018360, inclinata di 7,93103° rispetto all'eclittica.